# Phobia (film 2023)
Phobia è un film italiano del 2023 diretto da Antonio Abbate, al suo esordio alla regia di un lungometraggio. Si tratta inoltre della prima pellicola da protagonista per l'attrice Jenny de Nucci. 

## Trama
Chiara si mette in viaggio insieme alla sua amica Michela per raggiungere il vecchio casale in campagna della sua famiglia. Non li vede più da molti anni, un oscuro incidente l'aveva spinta ad andare via, ma ora è passato tanto tempo e Chiara vuole dargli una seconda possibilità.
L’accoglienza però è molto fredda, sua madre e suo fratello non le hanno mai perdonato di essere andata via, mentre suo padre è costretto a letto, a malapena cosciente. Dopo una brutta lite con la famiglia, le due ragazze decidono di andare via la mattina seguente.
Durante la notte, però, Michela scompare, nel casale non c’è traccia di lei e tutte le sue cose sono sparite. Chiara chiede aiuto a sua madre e suo fratello: devono trovarla. “Chi è Michela?”, le rispondono. Lei li guarda sconvolta, Michela ha cenato con loro quella sera eppure tutti dicono di non averla mai vista, Chiara è l'unica a ricordarsi di lei. 

## Promozione
Il primo trailer del film è stato diffuso il 7 settembre 2023.

## Distribuzione
Il film viene distribuito nelle sale cinematografiche italiane dal 5 ottobre 2023.

## Accoglienza
La testata giornalistica online Movieplayer.it dà al film tre stelle su cinque e scrive: "Un buon thriller psicologico sospeso tra verità e apparenza. Quello di Antonio Abbate è un film di suggestioni, a metà tra allucinazione e romanzo di formazione. Funziona."
Il sito web MYmovies.it definisce il film: "Un apprezzabile thriller psicologico di ambiente rurale e familiare" assegnandogli due stelle e mezzo su cinque.
La rivista cinematografica Sentieri Selvaggi scrive del film: "Un thriller psicologico ben congegnato e dall’atmosfera sospesa, che sfrutta il dubbio per coinvolgere lo spettatore mantenendo alta la tensione." con un punteggio di tre stelle e mezzo su cinque.